# Bouc-Bel-Air
Bouc-Bel-Air är en kommun i departementet Bouches-du-Rhône i regionen Provence-Alpes-Côte d'Azur i sydöstra Frankrike. Kommunen ligger  i kantonen Gardanne som ligger i arrondissementet Aix-en-Provence. År 2022 hade Bouc-Bel-Air 15 367 invånare.

## Befolkningsutveckling
Antalet invånare i kommunen Bouc-Bel-Air
Referens:INSEE